# چبینا، وئیودشیپ وودژ
چبینا، وئیودشیپ وودژ (به لاتین: Trzebina, Łódź Voivodeship) یک سکونتگاه مسکونی در لهستان است که در Gmina Drzewica واقع شده‌است.